# 은하에서 온 별똥왕자 3 - 은하열차 88
"은하에서 온 별똥왕자 3 - 은하열차 88"(The Meteor Prince From The Milky Way 3)는 한국에서 제작된 석도원 감독의 1988년 영화이다. 이건주 등이 주연으로 출연하였고 박재홍 등이 제작에 참여하였다.

## 출연

### 주연
- 이건주
- 이용식
- 김형중
- 홍승표

### 조연
- 최해리
- 최정화
- 우연희
- 최경숙
- 전경화
- 김민수

## 기타
- 제작부장: 한문종
- 제작담당: 안효진
- 촬영부: 이동삼
- 촬영부: 이준규
- 촬영부: 진재복
- 촬영부: 조용배
- 조명: 김석진
- 조명부: 이태신
- 조명부: 최경묵
- 조명부: 임장혁
- 스틸: 김명락
- 조연출: 김미정
- 조연출: 여윤구
- 조연출: 김성은
- 녹음: 손인호
- 주제가: 방수연
- 주제가: 방성현
- 특수효과: 김철석
- 합성: 이춘산
- 의상: 신은식
- 특수음향효과: 공보남
- 특수음향효과: 김영인
- 소품: 이예호
- 효과: 이재희